# Elmo di Montefortino

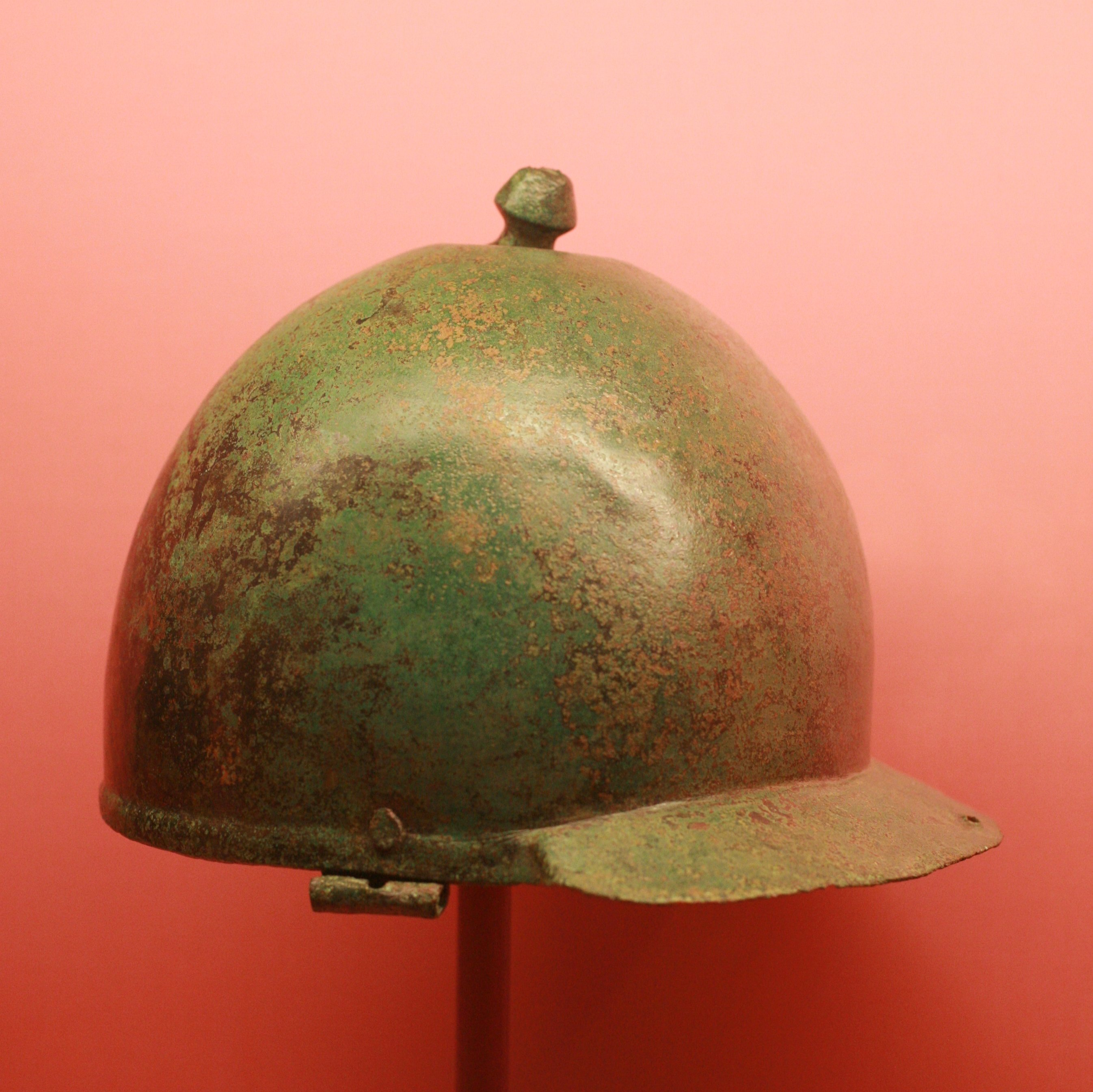
Un elmo romano Montefortino (dal sito di Carnunto).

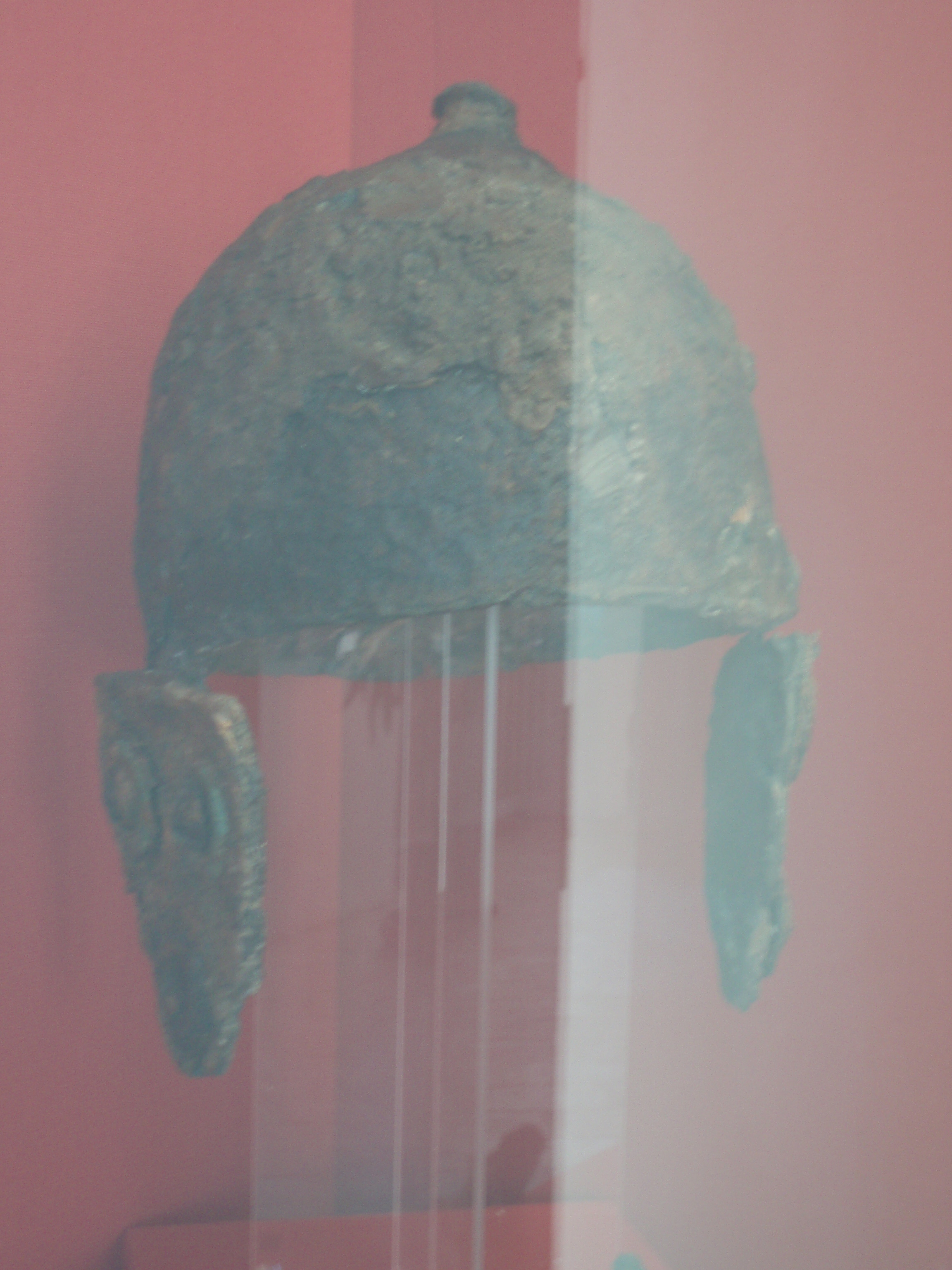
L'elmo originale, al Museo archeologico statale di Arcevia.

L'elmo di Montefortino era un tipo di elmo militare celtico inizialmente, e successivamente romano, usato dal 300 a.C. circa fino al I secolo . Questo tipo di elmo prende il nome dalla frazione di Montefortino, del comune di Arcevia nelle Marche, dove fu scoperto per la prima volta, in una tomba celtica.
La forma dell'elmo di Montefortino deriva da quella degli elmi chiamati elmo di tipo Berru usati nell'areea alpina e zone circostanti .

## Descrizione

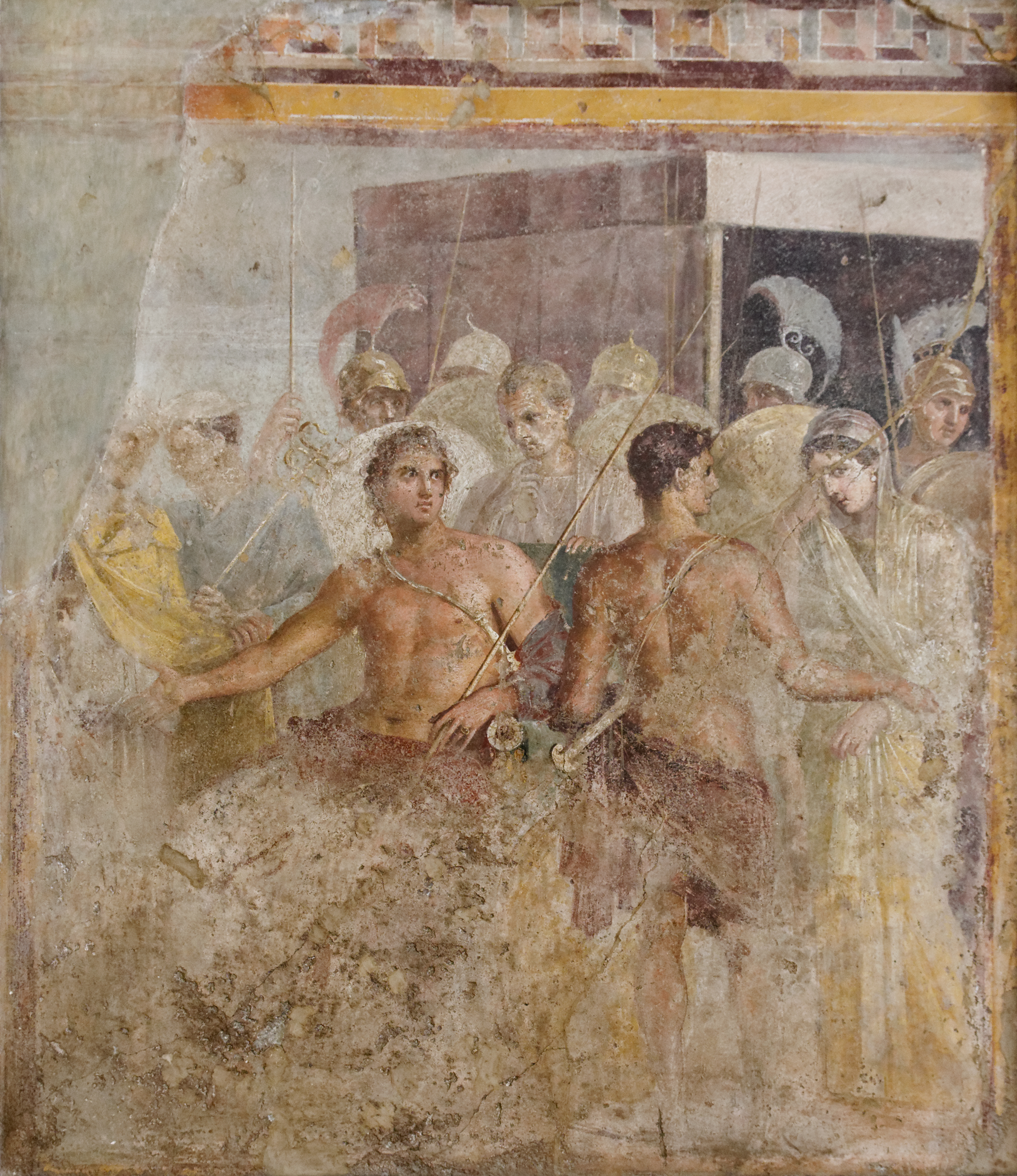
Affresco del I secolo d.C rinvenuto a Pompei, ora conservato al Museo archeologico di Napoli; si può notare sullo sfondo, un soldato che indossa un elmo montefortino.

L'elmo Montefortino è caratterizzato da una forma conica o rotonda con una manopola centrale rialzata, un paranuca e delle paragnatidi per proteggere le guance. Altre caratteristiche comuni includono un motivo a "corda" attorno al bordo e un motivo a "pigna" sulla manopola a cresta. Si noti che le classificazioni sono quelle utilizzate dagli archeologi, piuttosto che dai Celti o dai Romani, che, se distinguevano i diversi tipi, non hanno lasciato alcuna traccia conosciuta dei termini che utilizzavano.
Nella Repubblica Romana, l'elmo Montefortino fu il primo stadio nello sviluppo della galea, derivato dai lineamenti della versione originaria celtica. Tipi simili si trovano in Spagna, in Gallia e in Gallia Cisalpina. Gli esempi sopravvissuti si trovano generalmente privi delle paragnatidi (probabilmente perché esse erano fatti di un materiale deperibile che non è sopravvissuto, ad esempio in pelle) anche se un paio di fori su ciascun lato dell'elmetto da cui queste piastre avrebbero teso per essere chiaramente identificabili, e gli esempi che includono i guanciali mostrano chiaramente come sono stati usati questi fori.
Le versioni romane a volte contengono iscrizioni del nome del soldato che indossava l'elmetto. I precedenti tipi sono generalmente più decorati poiché le legioni repubblicane erano composte da uomini richiamati in leva: dalle riforme mariane (fine del II secolo a.C.) gli elmi economici, non decorati ma efficaci, dovettero essere prodotti in serie per i legionari principalmente poveri.

## Sottotipi
- Canosa [3]
- Rieti : questo tipo è stato il primo a svelare le iscrizioni identificandole chiaramente come romane.
- Buggenum, circa I secolo a.C.: Questi elmi semplici e pratici appartengono chiaramente al tipo Montefortino e si pensa che siano stati usati durante il periodo di Cesare contemporaneamente al sottotipo Mannheim dell'elmetto Coolus. Le protezioni per il collo di questo tipo sono più larghe e le manopole a cresta tendono ad essere vuote in contrasto con quelle solide dei tipi precedenti.
- Hagenau, circa I secolo d.C.: questi caschi ibridi mostrano ancora la tipica forma dei caschi Montefortino, ma la protezione del collo diventa sostanzialmente più ampia, e alcuni incorporano un cinturino di rinforzo sulla fronte, oltre a un gancio per il trasporto o una maniglia sul retro.